# Con đường Nhà Vua (cổ đại)
Con đường Nhà Vua là một tuyến đường thương mại quan trọng ở khu vực Cận Đông cổ đại, kết nối Châu Phi và đồng bằng Lưỡng Hà. Tuyến đường chạy từ Ai Cập, xuyên qua bán đảo Sinai đến Aqaba, từ đó chuyển lên phía bắc ngang qua Vương quốc Jordan, hướng đến Damascus và sông Euphrates.
Sau những cuộc xâm lược của người Hồi giáo ở khu vực Trăng lưỡi liềm màu mỡ vào thế kỷ thứ 7 cho đến thế kỷ 16, nó từng là tuyến Hajj hoặc là đường hành hương cho người Hồi giáo đến từ Syria, Iraq và các nước khác đến thánh địa Mecca.
Hiện nay, ở Jordan, đường cao Tốc 35 và đường cao Tốc 15 hướng theo con đường này, kết nối Irbid ở phía bắc với Aqaba ở phía nam. Phần phía nam đi qua một wadis, khiến đoạn đường trở nên cong và khó đi, làm giảm tốc độ của phương tiện lưu thông. 

## Tuyến đường

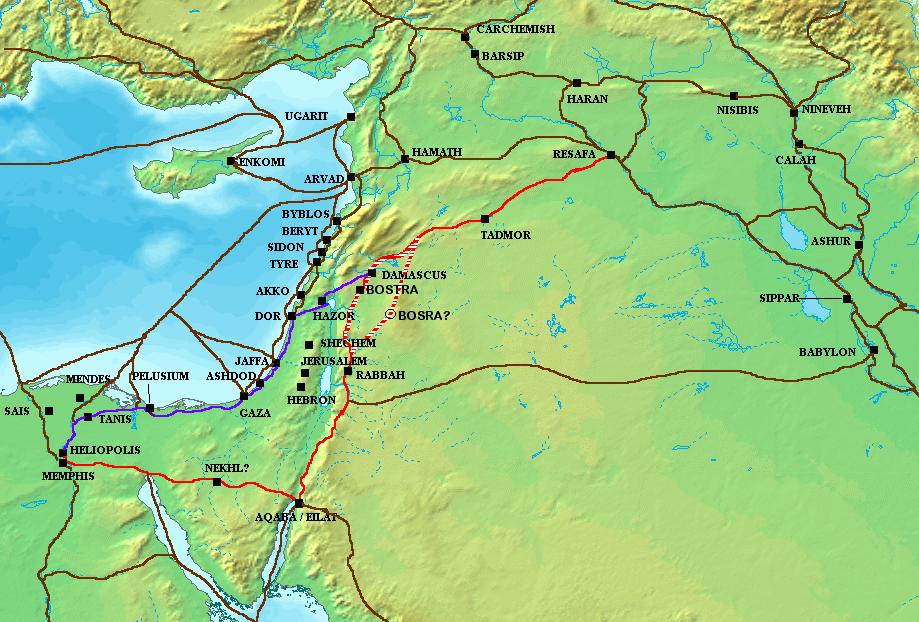
Các tuyến Via Maris (tím), Con đường Nhà Vua (đỏ), và các tuyến đường cổ xưa khác thời kỳ 1300 năm trước Công nguyên

Tuyến đường này bắt đầu từ Heliopolis, Ai Cập, và từ đó đi về phía đông đến Clysma (hiện là kênh đào Suez), thông qua đèo Mitla và các pháo đài Nekhl và Themed của Ai Cập trong sa mạc Sinai đến Eilat và Aqaba. Từ đó đường chuyển hướng lên phía bắc qua Arabah, Petra và Ma an để đến Udruh, Sela, và Shaubak. Nó đi qua suốt Kerak và đất của Moab đến Madaba, Rabbah Anmon/Philadelphia (hiện nay là Amman), Gerasa, Bosra, Damascus, và Tadmor, kết thúc tại Resafa ở thượng nguồn sông Euphrates.

## Lịch sử

### Thời đại đồ sắt
Rất nhiều vương quốc cổ, bao gồm cả Edom, Moab, Ammon, và rất nhiều bộ lạc người Aramaean phụ thuộc rất lớn vào tuyến đường thương mại này.

### Thời Cổ Đại
Các bộ lạc Nabataeans sử dụng con đường này như một tuyến đường thương mại cho những mặt hàng sang trọng như nhũ hương và gia vị từ phía nam Ả Rập Saudi. Đây có thể là nguyên nhân của cuộc chiến với vương quốc Hasmonean dưới thời Alexander Jannaeus và vương quốc Iturea trong khoảng đầu thế kỷ I trước công nguyên.
Trong suốt thời kỳ La mã, tuyến đường này được gọi là Via Regia. Hoàng Đế Trajan xây dựng lại và đổi tên thành nó Via Traiana Nova, và cái tên này được sử dụng cho tuyến đường này với mục đích quân sự và thương mại cùng với phòng tuyến Lime Arabicus.

### Thời kỳ Đông La Mã
Tuyến đường này cũng đã được dùng như là một tuyến hành hương quan trọng đối với tín đồ Kitô giáo, vì nó băng qua Núi Nebo, nơi thánh Moses đã chết và được chôn cất theo kinh Thánh. Một con đường kết nối nó với Jerusalem qua al-Maghtas, "Khu rửa tội" trên Sông Jordan (nơi chúa Jesus được cho là đã được rửa tội bởi Gioan Baotixita), Livias và Jericho.

### Sau cuộc xâm lược của người Hồi giáo
Sau cuộc xâm lược của người Hồi giáo, tuyến đường đã được sử dụng nó như là tuyến Hajj (hành hương) từ sirya đến Mecca, cho đến khi người Ottoman xây dựng tuyến Tarid al-Bint trong thế kỷ 16.
Trong cuộc thập tự Chinh, khi tuyến đường đi qua tỉnh Oultrejordain của Vương quốc Jerusalem. Trong thời gian đình chiến, các đoàn hành hương được đi lại bình thường mà không hề hấn gì bởi quân thập tự Chinh của Oultrejourdain, tuy nhiên cũng có ngoại lệ, đó là dưới thời lãnh đạo của Raynald Châtillon đã xảy ra hai lần tấn công và cướp bóc những người hành hương. Những hành động cướp bóc này cuối cùng không chỉ dẫn đến cái chết của Raynald dưới tay Saladin mà còn dẫn đến sự hoàn toàn sụp đổ của cuộc Thập tự Chinh vào năm 1187.

## Trong kinh Thánh
Con đường Nhà vua hay Derech HaMelech được nhắc đến trong những sách Dân số, (Số 20;17, 21:22), có liên quan đến người Israel trong cuộc di cư có đi qua con đường này. Họ bắt đầu từ Kadesh, và yêu cầu vua Edom quyền được đi qua tuyến đường, nhưng bị nhà vua từ chối. Ông thề ông sẽ tấn công họ nếu họ sử dụng tuyến đường. Di dân thậm chí còn đề nghị trả tiền nước cho gia súc uống. Nhưng vua Edom đã từ chối họ thông qua một đội quân lớn được trang bị vũ khí. Sau khi phải đi đường vòng đến các vương quốc Jordan ở khu vực giữa Sông Arnon và Sông Jabbok., họ cũng đưa ra một yêu cầu tương tự đến Vua Amorite xứ Sihon, và cũng bị từ chối lần thứ hai và Vua Sihon đã tiến hành cuộc chiến với họ trong một trận chiến ở Jahaz. Và họ đã chiến thắng. Kết quả là, họ kiểm soát được vùng đất đó và cả phía bắc của nó. Các bộ lạc của Manasseh (ở nửa phía đông), Gad, và Reuben chia nhau phần còn lại của lãnh thổ.
Rất nhiều cuộc chiến của người Israel chống lại các vương quốc vùng cao nguyên Jordan trong suốt thời kỳ của Vương quốc Israel (và vương quốc có liên hệ với nó là Vương quốc Judah) nhằm giữ quyền kiểm soát, ít nhất là một phần của tuyến đường.